# Полк спеціального призначення «Борз»
Полк спеціального призначення «Борз» (Гелаєвський спецназ) – військовий підрозділ Збройних сил Чеченської Республіки Ічкерія, створений в 1993 році Русланом Гелаєвим. Наразі Полк виконує бойові завдання на боці України в ході російсько-української війни.

## Склад та організація
Полк об’єднує:
- ветеранів чеченських воєн;
- колишніх соратників Руслана Гелаєва;
- українських та іноземних добровольців.

Бійці володіють високим рівнем бойової підготовки та спеціалізуються на виконанні складних завдань у тилу ворога.

## Символіка
Шеврон: символізує єдність Чеченської Республіки Ічкерія та України, включає елементи прапорів обох країн.

## Історія створення та еволюція
Полк спеціального призначення «Борз» заснований у 1993 році Русланом (Хамзатом) Гелаєвим - дивізійним генералом, одним із провідних лідерів Чеченської Республіки Ічкерія. Назва Полку підкреслює чеченський бойовий дух і прагнення до свободи.
Спершу підрозділ входив до складу Збройних сил ЧРІ як елітний спецназ, який виконував найскладніші завдання у війні за часів незалежності ЧРІ. У 1995 році, після призначення Руслана Гелаєва командувачем південно-західного фронту, командиром Полку став Саїд-Магомед Чупалаєв.
Згодом Полк еволюціонував, набув широкої автономності та визнання як національної гордості ЧРІ.

## Участь у військових конфліктах
Перша російсько-чеченська війна (1994-1996)
Полк брав участь у важливих міських боях в битві за Грозний, забезпечуючи оборону стратегічних об’єктів, зокрема в шатойському секторі підрозділ керував обороною в гірських районах, зокрема біля Аргунської ущелини. В березні 1996 Полк разом із союзниками здійснив визвольну операцію, утримуючи місто протягом двох тижнів.
Друга російсько-чеченська війна (1999-2000)
Полк здійснював оборону ключових позицій і диверсійні операції, а також організовував засідки і звільнення чеченських сіл.
Міжнародна підтримка (2001)
Бійці Полку (близько 500 осіб) надавали допомогу представникам уряду [Грузія|Грузії] у Кодорській ущелині.

## Участь в обороні України
Антитерористична операція на сході України (2014-2022)
З початку російської агресії проти України у 2014 році бійці Полку активно захищали суверенітет України, а саме:
- брали участь у боях за Донецький аеропорт («Кіборги»);
- проводили операції разом із підрозділами «Правого сектору».

Російсько-українська війна (2022-дотепер)
З 24 лютого 2022 року Полк став частиною добровольчих формувань у складі Збройних сил України, а також інших силових та спеціальних структур. Основні зони бойових дій:
- Київська область: оборона Бучі, Ірпіню, Гостомеля, Мощуна, Броварів;
- Харківська область: участь у визволенні населених пунктів;
- Донецька область: диверсійно-розвідувальні операції.

## Відомі постаті
- Руслан Гелаєв - засновник і перший командир полку, легендарний чеченський дивізійний генерал.
- Саїд-Магомед Чупалаєв - прийняв командування Полком після Руслана Гелаєва у 1995 році.
- Тимур Муцураєв - чеченський співак, відомий своїми піснями про боротьбу за свободу.

## Нагороди та відзнаки
- Подяка від командування Збройних сил України за внесок у звільнення українських територій
- Подяка від Міністерства у справах ветеранів України